# 岡本厚
岡本 厚（おかもと あつし、1954年3月26日 - ）は、日本のジャーナリスト、岩波書店元代表取締役社長、元『世界』編集長。

## 経歴
麻布中学校・高等学校を経て、1977年に早稲田大学第一文学部卒業後、岩波書店に入社。
1996年から2012年4月まで『世界』の編集長を務める。朝鮮半島問題や教育問題・格差社会問題などの講演会も、司会進行やパネリストとして関わっている。1980年代には、JVC（日本国際ボランティアセンター）の創設にも関わっている。
2013年5月31日に行われた株主総会後の取締役会で山口昭男の後任として代表取締役社長に就任することが正式決定された。
2021年5月31日退任。後任は坂本政謙。

## 人物
「九条の会」傘下の「マスコミ九条の会」呼びかけ人を務めている。
日本による対韓輸出優遇撤廃に反対する、＜声明＞「韓国は「敵」なのか」呼びかけ人の一人。

## 著書
- 『北朝鮮とどう向きあうか』＜かもがわブックレット＞かもがわ出版 2003

## 共著
- 『この国に生きる 東アジアの一市民として』いのちのことば社 2007
- 『生存権 いまを生きるあなたに』同成社 2009